# Albánia államszervezete és közigazgatása
Albánia többpárti képviseleti demokrácián alapuló parlamentáris köztársaság. A kormány feje a miniszterelnök, az államfő a köztársasági elnök. A törvényhozó hatalmat a nemzetgyűlés (kuvend) testesíti meg, a végrehajtó hatalom az államfő és a kormányzat kezében van. A többpártrendszer 1991-es bevezetése óta a politikai élet alapvetően kétpólusú, a kormányrudat hol a konzervatív Albán Demokrata Párt, hol a baloldali Albán Szocialista Párt ragadja meg.

## Törvényhozó hatalom

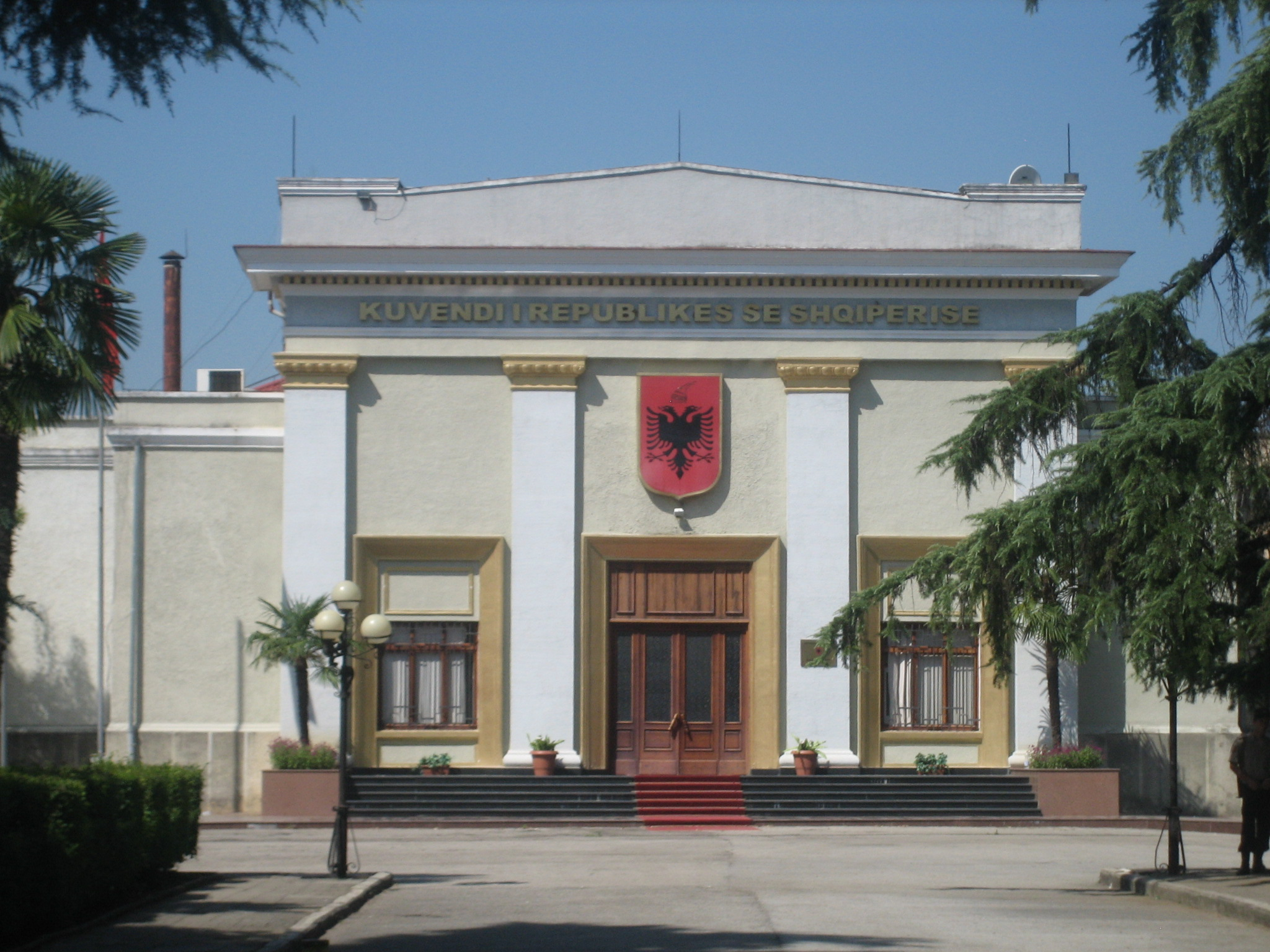
Az albán nemzetgyűlés épülete Tiranában

Az ország érvényben lévő alaptörvényét 1998. október 21-én fogadta el a kuvend, ezzel felváltotta a korábbi, 1991. április 29-én ratifikált alkotmányt.
Az Albán Köztársaság Nemzetgyűlése (albánul Kuvendi i Republikës së Shqipërisë) vagy kuvend az ország törvényhozó testülete. Nemzetgyűlési választásokat négyévente tartanak az országban. A 2008 óta érvényben lévő, és első ízben 2009-ben alkalmazott választási törvény alapján a képviselők nem közvetlenül, hanem a megyei pártlistákra leadott szavazatok arányában jutnak be a száznegyven tagú kuvendbe. A pártok bejutási küszöbe 3%, a pártszövetségeké 5%. A 2008 előtti rendszerben száz képviselő az egyes körzetekben leadott egyéni szavazatok abszolút többségével (50% + 1 fő), negyven további képviselő pedig a pártok által összeállított kompenzációs listáról jutott be a nemzetgyűlésbe, valamint a bejutási küszöb is alacsonyabb volt (2,5%, illetve 4%).
A kuvend intézkedési és jogkörébe tartozik az alaptörvény elfogadása és módosítása; a bel- és külpolitika alakítása; nemzetközi szerződések ratifikálása és felbontása; hadüzenet elfogadása; a köztársasági elnök, a legfelsőbb bíró, a legfőbb ügyész és helyetteseik, az alkotmánybírák megválasztása; az állami köztelevízió, rádió és hírügynökség tevékenységének felügyelete. A nemzetgyűlés elnöke és két alelnöke irányítja a kuvend munkáját.
Az alábbi táblázat a 2000 utáni nemzetgyűlési választások eredményeként a kuvendbe bejutott pártmandátumok megoszlását mutatja.
| Nemzetgyűlési választás időpontja | Párt vagy pártszövetség                                  | Listavezető politikus | Mandátumok száma |
| --------------------------------- | -------------------------------------------------------- | --------------------- | ---------------- |
| 2001. június 24.                  | Albán Szocialista Párt                                   | Ilir Meta             | 73               |
| 2001. június 24.                  | Egység a Győzelemért                                     | Sali Berisha          | 46               |
| 2001. június 24.                  | Új Demokrata Párt                                        | Genc Pollo            | 6                |
| 2001. június 24.                  | Albán Szociáldemokrata Párt                              | Skënder Gjinushi      | 4                |
| 2001. június 24.                  | Az Emberi Jogokért Egységpárt                            | Vangjel Dule          | 2                |
| 2001. június 24.                  | Demokratikus Szövetség Párt                              | Neritan Ceka          | 3                |
| 2001. június 24.                  | Környezetvédő Agrárpárt                                  | Lufter Xhuveli        | 3                |
| 2001. június 24.                  | független                                                |                       | 2                |
| 2005. július 3.                   | Albán Demokrata Párt                                     | Sali Berisha          | 56               |
| 2005. július 3.                   | Albán Szocialista Párt                                   | Fatos Nano            | 42               |
| 2005. július 3.                   | Albánia Republikánus Pártja                              | Fatmir Mediu          | 11               |
| 2005. július 3.                   | Albán Szociáldemokrata Párt                              | Skënder Gjinushi      | 7                |
| 2005. július 3.                   | Szocialista Integrációs Mozgalom                         | Ilir Meta             | 5                |
| 2005. július 3.                   | Új Demokrata Párt                                        | Genc Pollo            | 4                |
| 2005. július 3.                   | Környezetvédő Agrárpárt                                  | Lufter Xhuveli        | 4                |
| 2005. július 3.                   | Demokratikus Szövetség Párt                              |                       | 3                |
| 2005. július 3.                   | Albán Szociáldemokrácia Pártja                           |                       | 2                |
| 2005. július 3.                   | Az Emberi Jogokért Egységpárt                            |                       | 2                |
| 2005. július 3.                   | Albánia Kereszténydemokrata Pártja                       |                       | 2                |
| 2005. július 3.                   | Liberális Demokrata Szövetség                            |                       | 1                |
| 2005. július 3.                   | független                                                |                       | 1                |
| 2009. június 28.                  | Szövetség a Változásért                                  | Sali Berisha          | 70               |
| 2009. június 28.                  | Egység a Változásért                                     | Edi Rama              | 66               |
| 2009. június 28.                  | Szocialista Integrációs Szövetség                        | Ilir Meta             | 4                |
| 2013. június 23.                  | Szövetség az Európai Albániáért                          | Edi Rama              | 83               |
| 2013. június 23.                  | Szövetség a Foglalkoztatásért, Jólétért és Integrációért | Sali Berisha          | 57               |

## Végrehajtó hatalom
A végrehajtó hatalom a kormányzat (minisztertanács), illetve az államfő (köztársasági elnök) kezében van.
Az Albán Köztársaság kormánya, azaz a minisztertanács vezetője a köztársasági elnök által kijelölt miniszterelnök. A minisztereket a kormányfő beterjesztésére az államfő nevezi ki, s a nemzetgyűlés helybenhagyásával alakulhat meg a minisztertanács. Ennek felelőssége a bel- és külügyek irányítása, a minisztériumok és más állami szervek munkájának ellenőrzése. A jelenlegi kormányfő 2005. szeptember 11. óta a jobboldali Albán Demokrata Párt színeiben Sali Berisha.
Az Albán Köztársaság államfője a köztársasági elnök. Titkos szavazással a nemzetgyűlés tagjainak kétharmados többsége választja meg ötéves időtartamra. A köztársasági elnök felügyeli az ország alkotmányának és törvényeinek betartatását, a fegyveres erők parancsnoka, törvényhozási ülésszakon kívül a nemzetgyűlés jogait gyakorolja, kijelöli a kormányfőt. A jelenlegi köztársasági elnök 2007. július 24. óta Bamir Topi.

## Igazságszolgáltatás
Az albán igazságszolgáltatás fórumai az Alkotmánybíróság, a Legfelsőbb Bíróság, a fellebbviteli és a kerületi bíróságok.
A kilenctagú Alkotmánybíróság bíráit a nemzetgyűlés választja meg legfeljebb kilencévnyi időtartamra. Feladata az alaptörvény értelmezése vitás helyzetekben, a törvények alkotmányjogi kontrollálása, a helyi és központi hatóságok közötti vitás ügyek rendezése.
A bíróságok az illetékességi kör szerint vannak felosztva büntető, polgári és katonai kollégiumra. Az ítéleteket az adott kollégium három bírája hozza meg, az esküdtszék az albán jogrendben ismeretlen. A Legfelsőbb Bíróság a legmagasabb fellebbviteli fórum, tizenegy tagját szintén a nemzetgyűlés nevezi ki, legfeljebb hét évre. Az államfő elnököl a tizenhárom tagú Igazságügyi Főtanácsban, amelynek feladata a bírói testület tagjainak kijelölése vagy menesztése.

## Közigazgatási beosztás
Albánia a 2015 júniusában érvénybe lépett 115/2014. számú közigazgatási törvény alapján tizenkét megyére (qark/qarku) – vagy nem hivatalos, a 2000 előtti közigazgatásból örökölt terminológiával prefektúrára (prefekturë/prefektura) – oszlik. A megyéken belül országosan további 61 közigazgatási területi egységet, községet (bashki/bashkia) alakítottak ki a korábbi 65 városi község (bashki/bashkia) és 308 falusi község (komunë/komuna) összevonásával, de ezek mint harmadik szintű közigazgatási egységek, alközségek (njës/njësi bashkiak) továbbra is fennmaradtak.
A megyei közigazgatás élén álló megyei tanácsot (këshilli i qarkut) az érintett települések polgármesterei alkotják, akik maguk közül egy megyei elnököt választanak. Törvényben meghatározott feladataik közé tartozik a megye egészségügyi, oktatási, kulturális, vidékfejlesztési, gazdasági és környezetvédelmi igazgatása, emellett a helyi önkormányzatok is utalhatnak egyes konkrét feladatokat a megyei tanács intézkedési jogkörébe.
Emellett a minisztertanács minden megye, illetve megyei tanács élére kinevez egy prefektust, aki a kormányzat kiterjesztett karjaként igyekszik felügyelni és biztosítani a központi akarat érvényesülését, emellett a helyi önkormányzatok jogkörébe nem tartozó ügyekkel foglalkozik.
| Megye             | Megyeszékhely | Község                 | Községközpont | Alközségek |
| ----------------- | ------------- | ---------------------- | ------------- | --- |
| Berat megye       | Berat         | Berat község           | Berat         | Berat, Otllak, Roshnik, Sinja, Velabisht |
| Berat megye       | Berat         | Kuçova község          | Kuçova        | Kozare, Kuçovë, Lumas, Perondi |
| Berat megye       | Berat         | Poliçan község         | Poliçan       | Poliçan, Tërpan, Vërtop |
| Berat megye       | Berat         | Skrapar község         | Çorovoda      | Bogovë, Çepan, Çorovodë, Gjerbës, Leshnjë, Potom, Qendër Skrapar, Vendreshë, Zhepë                                                           |
| Berat megye       | Berat         | Ura Vajgurore község   | Ura Vajgurore | Cukalat, Kutalli, Poshnjë, Ura Vajgurore |
| Dibra megye       | Peshkopia     | Bulqiza község         | Bulqiza       | Bulqizë, Fushë-Bulqizë, Gjoricë, Martanesh, Ostren, Shupenzë, Trebisht, Zerqan                                                               |
| Dibra megye       | Peshkopia     | Dibra község           | Peshkopia     | Arras, Fushë-Çidhën, Kala e Dodës, Kastriot, Lurë, Luzni, Maqellarë, Melan, Muhurr, Peshkopi, Selishtë, Sllovë, Tomin, Zall-Dardhë, Zall-Reç |
| Dibra megye       | Peshkopia     | Klos község            | Klos          | Gurrë, Klos, Suç, Xibër |
| Dibra megye       | Peshkopia     | Mat község             | Burrel        | Baz, Burrel, Derjan, Komsi, Lis, Macukull, Rukaj, Ulëz                                                                                       |
| Durrës megye      | Durrës        | Durrës község          | Durrës        | Durrës, Ishëm, Katund i Ri, Manëz, Rrashbull, Sukth                                                                                          |
| Durrës megye      | Durrës        | Kruja község           | Kruja         | Bubq, Cudhi, Fushë-Krujë, Krujë, Nikël, Thumanë                                                                                              |
| Durrës megye      | Durrës        | Shijak község          | Shijak        | Gjepalaj, Maminas, Shijaku, Xhafzotaj |
| Elbasan megye     | Elbasan       | Belsh község           | Belsh         | Belsh, Fierza, Grekan, Kajan, Rrasa |
| Elbasan megye     | Elbasan       | Cërrik község          | Cërrik        | Cërrik, Gostima, Klos, Mollas, Shalës |
| Elbasan megye     | Elbasan       | Elbasan község         | Elbasan       | Bradashesh, Elbasan, Funar, Gjergjan, Gjinar, Gracen, Labinot-Fusha, Labinot-Mal, Papër, Shirgjan, Shushica, Tregan, Zavalina                |
| Elbasan megye     | Elbasan       | Gramsh község          | Gramsh        | Gramsh, Kodovjat, Kukur, Kushova, Lenija, Pishaj, Poroçan, Skënderbegas, Sult, Tunja                                                         |
| Elbasan megye     | Elbasan       | Librazhd község        | Librazhd      | Hotolisht, Librazhd, Lunik, Orenja, Polis, Qendër Librazhd, Stëbleva                                                                         |
| Elbasan megye     | Elbasan       | Peqin község           | Peqin         | Gjoçaj, Karina, Pajova, Peqin, Përparim, Sheza                                                                                               |
| Elbasan megye     | Elbasan       | Prrenjas község        | Prrenjas      | Prrenjas, Qukës, Rrajca, Stravaj |
| Fier megye        | Fier          | Divjaka község         | Divjaka       | Divjaka, Grabjan, Gradishta, Remas, Tërbuf                                                                                                   |
| Fier megye        | Fier          | Fier község            | Fier          | Cakran, Dërmenas, Fier, Frakulla, Levan, Libofsha, Mbrostar-Ura, Portëza, Qendra, Topoja                                                     |
| Fier megye        | Fier          | Lushnja község         | Lushnja       | Allkaj, Ballagat, Bubullima, Dushk, Fier-Shegan, Golem, Hysgjokaj, Karbunara, Kolonja, Krutja, Lushnja                                       |
| Fier megye        | Fier          | Mallakastra község     | Ballsh        | Aranitas, Ballsh, Fratar, Greshica, Hekal, Kuta, Ngraçan, Qendër Dukas, Selita                                                               |
| Fier megye        | Fier          | Patos község           | Patos         | Patos, Ruzhdije, Zharrëza |
| Fier megye        | Fier          | Roskovec község        | Roskovec      | Kuman, Kurjan, Roskovec, Strum |
| Gjirokastra megye | Gjirokastra   | Dropull község         | Sofratika     | Dropull i Poshtëm, Dropull i Sipërm, Pogon                                                                                                   |
| Gjirokastra megye | Gjirokastra   | Gjirokastra község     | Gjirokastra   | Antigonë, Cepo, Gjirokastër, Lazarat, Lunxhëri, Odrie, Picar                                                                                 |
| Gjirokastra megye | Gjirokastra   | Këlcyra község         | Këlcyra       | Ballaban, Dishnicë, Këlcyrë, Sukë |
| Gjirokastra megye | Gjirokastra   | Libohova község        | Libohova      | Libohovë, Qendër Libohovë, Zagori |
| Gjirokastra megye | Gjirokastra   | Memaliaj község        | Memaliaj      | Buz, Krahës, Luftinjë, Memaliaj, Memaliaj Fshat, Qesarat                                                                                     |
| Gjirokastra megye | Gjirokastra   | Përmet község          | Përmet        | Çarçovë, Frashër, Përmet, Petran, Qendër Piskovë                                                                                             |
| Gjirokastra megye | Gjirokastra   | Tepelena község        | Tepelena      | Kurvelesh, Lopës, Qendër Tepelenë, Tepelenë                                                                                                  |
| Korça megye       | Korça         | Devoll község          | Bilisht       | Bilisht, Hoçisht, Miras, Progër, Qendër Bilisht                                                                                              |
| Korça megye       | Korça         | Kolonja község         | Erseka        | Barmash, Çlirim, Ersekë, Leskovik, Mollas, Novoselë, Qendër Ersekë, Qendër Leskovik                                                          |
| Korça megye       | Korça         | Korça község           | Korça         | Drenova, Korçë, Lekas, Mollaj, Qendër Bulgarec, Vithkuq, Voskop, Voskopojë                                                                   |
| Korça megye       | Korça         | Maliq község           | Maliq         | Gora, Libonik, Maliq, Moglica, Pirg, Pojan, Vreshtas                                                                                         |
| Korça megye       | Korça         | Pogradec község        | Pogradec      | Buçimas, Çërrava, Dardhas, Pogradec, Proptisht, Trebinja, Udenisht, Velçan                                                                   |
| Korça megye       | Korça         | Pustec község          | Pustec        | Pustec |
| Kukës megye       | Kukës         | Has község             | Kruma         | Fajza, Gjinaj, Golaj, Kruma |
| Kukës megye       | Kukës         | Kukës község           | Kukës         | Arrën, Bicaj, Bushtrica, Grykë-Çaja, Kalis, Kolsh, Kukës, Malzia, Shishtavec, Shtiqën, Surroj, Tërthora, Topojan, Ujmisht, Zapod             |
| Kukës megye       | Kukës         | Tropoja község         | Bajram Curri  | Bajram Curri, Bujan, Bytyç, Fierza, Lekbibaj, Llugaj, Margegaj, Tropoja                                                                      |
| Lezha megye       | Lezha         | Kurbin község          | Laç           | Fushë Kuqe, Laç, Mamurras, Milot |
| Lezha megye       | Lezha         | Lezha község           | Lezha         | Balldren, Blinisht, Dajç, Kallmet, Kolsh, Lezhë, Shëngjin, Shënkoll, Ungrej, Zejmen                                                          |
| Lezha megye       | Lezha         | Mirdita község         | Rrëshen       | Fan, Kaçinar, Kthellë, Orosh, Rrëshen, Rubik, Selitë                                                                                         |
| Shkodra megye     | Shkodra       | Fushë-Arrëz község     | Fushë-Arrëz   | Blerim, Fierza, Fushë-Arrëz, Iballë, Qafë-Mali                                                                                               |
| Shkodra megye     | Shkodra       | Malësia e Madhë község | Koplik        | Gruemirë, Kastrat, Kelmend, Koplik, Qendër, Shkrel                                                                                           |
| Shkodra megye     | Shkodra       | Puka község            | Puka          | Gjegjan, Puka, Qelëz, Qerret, Rrapë |
| Shkodra megye     | Shkodra       | Shkodra község         | Shkodra       | Ana e Malit, Bërdicë, Dajç, Guri i Zi, Postribë, Pult, Rrethinat, Shalë, Shkodër, Shosh, Velipoja                                            |
| Shkodra megye     | Shkodra       | Vau i Dejës község     | Vau i Dejës   | Bushat, Hajmel, Shllak, Temal, Vau i Dejës, Vig-Mnelë                                                                                        |
| Tirana megye      | Tirana        | Kamza község           | Kamza         | Kamza, Paskuqan |
| Tirana megye      | Tirana        | Kavaja község          | Kavaja        | Kavajë, Golem, Helmas, Luz i Vogël, Synej |
| Tirana megye      | Tirana        | Rrogozhina község      | Rrogozhina    | Gosë, Kryevidh, Lekaj, Rrogozhinë, Sinaballaj                                                                                                |
| Tirana megye      | Tirana        | Tirana község          | Tirana        | Baldushk, Bërzhitë, Dajt, Farkë, Kashar, Krrabë, Ndroq, Petrelë, Pezë, Shëngjergj, Tirana, Vaqarr, Zall-Bastar, Zall-Herr                    |
| Tirana megye      | Tirana        | Vora község            | Vora          | Bërxulla, Preza, Vora |
| Vlora megye       | Vlora         | Delvina község         | Delvina       | Delvinë, Vergo |
| Vlora megye       | Vlora         | Finiq község           | Dermish       | Aliko, Dhivra, Finiq, Livadhja, Mesopotam |
| Vlora megye       | Vlora         | Himara község          | Himara        | Himarë, Horë-Vranisht, Lukovë |
| Vlora megye       | Vlora         | Konispol község        | Konispol      | Konispol, Markat, Xarrë |
| Vlora megye       | Vlora         | Saranda község         | Saranda       | Ksamil, Sarandë |
| Vlora megye       | Vlora         | Selenica község        | Selenica      | Armen, Brataj, Kotë, Selenicë, Sevaster, Vllahinë                                                                                            |
| Vlora megye       | Vlora         | Vlora község           | Vlora         | Novoselë, Orikum, Qendër Vlorë, Shushicë, Vlorë                                                                                              |

### Közigazgatási beosztása 2015 előtt
A 2015 előtt érvényben lévő négyszintű közigazgatási beosztás szerint Albánia tizenkét megyéje országosan harminchat kerületre (rreth/rrethi) oszlott (lásd az alábbi táblázatot). A kerületeket a 2015. évi közigazgatási reform megszüntette.
|   | Megye       | Kerület     | Megye- és kerületszékhely | Térkép   |         | Megye          | Kerület      | Megye- és kerületszékhely |
| - | ----------- | ----------- | ------------------------- | -------- | ------- | -------------- | ------------ | ------------------------- |
| 1 | Berat       | Berat       | Berat                     |          | 7       | Korça          | Devoll       | Bilisht                   |
| 1 | Berat       | Kuçova      | Kuçova                    | Kolonja  | 7       | Korça          | Erseka       |                           |
| 1 | Berat       | Skrapar     | Çorovoda                  | Korça    | 7       | Korça          | Korça        |                           |
| 2 | Dibra       | Bulqiza     | Bulqiza                   | Pogradec | 7       | Korça          | Pogradec     |                           |
| 2 | Dibra       | Dibra       | Peshkopia                 | 8        | Kukës   | Has            | Kruma        |                           |
| 2 | Dibra       | Mat         | Burrel                    | 8        | Kukës   | Kukës          | Kukës        |                           |
| 3 | Durrës      | Durrës      | Durrës                    | 8        | Kukës   | Tropoja        | Bajram Curri |                           |
| 3 | Durrës      | Kruja       | Kruja                     | 9        | Lezha   | Kurbin         | Laç          |                           |
| 4 | Elbasan     | Elbasan     | Elbasan                   | 9        | Lezha   | Lezha          | Lezha        |                           |
| 4 | Elbasan     | Gramsh      | Gramsh                    | 9        | Lezha   | Mirdita        | Rrëshen      |                           |
| 4 | Elbasan     | Librazhd    | Librazhd                  | 10       | Shkodra | Malësi e Madhe | Koplik       |                           |
| 4 | Elbasan     | Peqin       | Peqin                     | 10       | Shkodra | Puka           | Puka         |                           |
| 5 | Fier        | Fier        | Fier                      | 10       | Shkodra | Shkodra        | Shkodra      |                           |
| 5 | Fier        | Lushnja     | Lushnja                   | 11       | Tirana  | Kavaja         | Kavaja       |                           |
| 5 | Fier        | Mallakastra | Ballsh                    | 11       | Tirana  | Tirana         | Tirana       |                           |
| 6 | Gjirokastra | Gjirokastra | Gjirokastra               | 12       | Vlora   | Delvina        | Delvina      |                           |
| 6 | Gjirokastra | Përmet      | Përmet                    | 12       | Vlora   | Saranda        | Saranda      |                           |
| 6 | Gjirokastra | Tepelena    | Tepelena                  | 12       | Vlora   | Vlora          | Vlora        |                           |

A 2015-ben megszüntetett kerületek igazgatási feladatait a helyi önkormányzat és a kerületi kormányzó látta el. A kormányzót a kerületi tanács választotta meg, amelynek tagjait a pártok delegálták a helyhatósági választások pártlistás eredményeivel arányosan. A polgármestereket közvetlenül választják meg, míg a települési önkormányzatok tagjai szintén a pártlistára leadott szavazatok arányában foglalhatják el helyüket.

## Külkapcsolatok
Az 1991-es demokratikus fordulat óta Albánia újra felvette a diplomáciai kapcsolatot balkáni szomszédaival, az európai országokkal és az Amerikai Egyesült Államokkal. Szomszédsági viszonyait erősen megterheli a határon túli albánok helyzete, különösen Szerbiával (Koszovó) és Görögországgal szemben.
Az ország – tekintettel gazdasági helyzetére – több nemzetközi segélyprogram részese, emellett az Amerikai Egyesült Államok, az Európai Unió és Németország is rendszeres, nagy összegű gazdasági és humanitárius segélyeket nyújt Albániának.
Albánia több nemzetközi gazdasági, politikai és szakmai szervezet munkájában is részt vesz. 1955. december 14-e óta tagja az ENSZ-nek, s részt vesz annak grúziai (abháziai) békefenntartó munkájában is az UNOMIG keretein belül. 1995. június 13-a óta az Európa Tanács tagja. Az Európai Unió is elfogadta az ország jelentkezését, de Albánia csak a távolabbi jövőben lehet a szervezet tagja. Első lépésként 2006. június 12-én Luxembourg-ban írták alá az Unió és Albánia közötti stabilitási és társulási egyezményt. Hasonlóképpen kandidált az ország a NATO-tagságra, de jelen pillanatban egyelőre csak a NATO Tagsági Akcióterv (MAP) részese.
Albánia nemzetközi szervezetekben betöltött tagsága: Délkelet-európai Együttműködési Szervezet (SECI), Délkelet-európai Stabilitási Paktum, Egészségügyi Világszervezet (WHO), Az Egyesült Nemzetek Élelmezésügyi és Mezőgazdasági Szervezete (FAO), Egyesült Nemzetek Szervezete, Egyetemes Postaegyesület (UPU), Az ENSZ Iparfejlesztési Szervezete (UNIDO), ENSZ Kereskedelmi és Fejlesztési Konferenciája (UNCTAD), ENSZ Nevelésügyi, Tudományos és Kulturális Szervezete (UNESCO), Euroatlanti Partnerség Tanácsa (EAPC), Európa Tanács (CE), Európai Biztonsági és Együttműködési Szervezet (OSCE), Európai Gazdasági Bizottság (ECE), Európai Újjáépítési és Fejlesztési Bank (EBRD), Fekete-tengeri Gazdasági Együttműködés (BSEC) 1992. június 25. alapító, Iszlám Konferencia Szervezete (OIC), Iszlám Fejlesztési Bank (IDB), Kereskedelmi Világszervezet (WTO), Közép-európai Kezdeményezés (CEI), Meteorológiai Világszervezet (WMO), Nemzetközi Atomenergia-ügynökség (IAEA), Nemzetközi Büntetőbíróság (ICC), Nemzetközi Bűnüldözési Szervezet (Interpol), Nemzetközi Fejlesztési Társulás (IDA), Nemzetközi Mezőgazdaság-fejlesztési Alap (IFAD), Nemzetközi Migrációs Szervezet (IOM), Nemzetközi Munkaügyi Szervezet (ILO), Nemzetközi Olimpiai Bizottság (IOC), Nemzetközi Pénzügyi Társaság (IFC), Nemzetközi Polgári Repülési Szervezet (ICAO), Nemzetközi Szabványügyi Szervezet (ISO), Nemzetközi Távközlési Egyesület (ITU), Nemzetközi Tengerészeti Szervezet (IMO), Nemzetközi Újjáépítési és Fejlesztési Bank (IBRD), Nemzetközi Valutaalap (IMF), Nemzetközi Vöröskereszt és Vörös Félhold Mozgalom (ICRC), Partnerség a Békéért (PFP), Szakszervezetek Világszövetsége (WFTU), Szellemi Tulajdon Világszervezet (WIPO), Turisztikai Világszervezet (WTO), Vámigazgatások Világszervezete (WCO), Vegyifegyver-tilalmi Szervezet (OPCW)